# Тома, Георг
Георг Тома (нем. Georg Thoma; 20 августа 1937, Хинтерцартен) — немецкий двоеборец, олимпийский чемпион, чемпион мира. Участник двух Олимпиад.

## Карьера
Георг Тома дебютировал на международной арене в 1958 году на чемпионате мира в финском Лахти, где показал четырнадцатое место на трамплине, а по сумме двоеборье показал шестнадцатый результат.
Наиболее успешным для Георга стала Олимпиада 1960 года в Скво-Вэлли. В соревновании двоеборцев немец выиграл прыжковую часть соревнований, а в лыжной гонке на 15 километров показал пятое время, удержав своё лидерство по сумме двух видов программы. Тома стал первым олимпийским чемпионом по лыжному двоеборью из нескандинавской страны.
В начале 1960-х активно выступал в прыжках на лыжах, в 1960, 1961 и 1963 годах становился чемпионом Германии в этом виде. В сезоне 1961/62 выиграл этап престижного Турне четырёх трамплинов, который проходил в Гармиш-Партенкирхене.
В 1964 году был знаменосцем немецкой Объединённой команды на церемонии открытия Игр в Инсбруке. В соревновании двоеборцев Георг Тома не смог защитить свой титул олимпийского чемпиона даже несмотря на победу в прыжковой части. В гонке на 15 километров он стал только десятым, а по сумме двоеборья завоевал бронзовую медаль, уступив норвежцу Кнутсену и советскому атлету Николаю Киселёву. В том же году был награждён Холменколленской медалью.
В 1966 году на чемпионате мира в Осло Георг Тома завоевал свою единственную медаль чемпионатов мира, став первым в состязании двоеборцев.
После окончания спортивной карьеры работал почтальоном в родном Хинтерцартене. Также работал на немецкой телевидении в качестве спортивного комментатора.
Племянник Георга Тома — Дитер известный прыгун с трамплина, олимпийский чемпион, чемпион мира.